# ФК Брентфорд
Фудбалски клуб Брентфорд професионални је фудбалски клуб са седиштем у Брентфорду, Велики Лондон, Енглеска. Тим игра у Премијер лиги. Брентфорд је основан 10. октобра 1889. Клуб игра своје домаће утакмице на Грифин парку још од 1904. године. Најуспешнији период у својој историји Брентфорд је имао 1930. године, када се у неколико сезона за редом, налазио међу првих шест тимова у првој лиги. Брентфорд је био четвртфиналиста ФА Купа у четири наврата и финалиста фудбалске Лиге трофеј три пута.

## Тренутни састав

### [2]Први тим
| Позиција | Играч                  | Националност |
| -------- | ---------------------- | ------------ |
| голман   | Давид Раја - 1         | Шпанија      |
| голман   | Алваро Фернандез       | Шпанија      |
| голман   | Јонас Лесл             | Данска       |
| одбрана  | Кристофер Ајер         | Норвешка     |
| одбрана  | Понтус Јансон          | Шведска      |
| одбрана  | Занка                  | Данска       |
| одбрана  | Етан Пинок             | Јамајка      |
| одбрана  | Мадс Рорслав Расмунсен | Данска       |
| одбрана  | Јулиан Јанвиер         | Гвинеја      |
| одбрана  | Мадс Бех Соренсен      | Данска       |
| одбрана  | Доминик Томпсон        | Енглеска     |
| одбрана  | Чарли Гуди             | Енглеска     |
| одбрана  | Лука Рачић             | Данска       |
| одбрана  | Финли Стивенс          | Велс         |
| средина  | Саман Годос            | Иран         |
| средина  | Јоан Виса              | ДР Конго     |
| средина  | Френк Оњека            | Нигерија     |
| средина  | Кристијан Норгард      | Данска       |
| средина  | Матијас Јенсен         | Данска       |
| средина  | Џошуа да Силва         | Енглеска     |
| средина  | Витали Јанелт          | Немачка      |
| средина  | Рико Хенри             | Енглеска     |
| средина  | Мадс Биструп           | Данска       |
| средина  | Жоел Валенсија         | Еквадор      |
| средина  | Јан Замбурек           | Чешка        |
| средина  | Шејдон Баптист         | Гренада      |
| напад    | Иван Туни              | Енглеска     |
| напад    | Брајан Ембуемо         | Француска    |
| напад    | Серхи Кањос            | Шпанија      |
| напад    | Маркус Форс            | Финска       |
| напад    | Тарик Фосу-Хенри       | Гана         |

### Стручни штаб
| Улога         |                                   |
| ------------- | --------------------------------- |
| Томас Франк   | Главни Тренер                     |
| Брајан Ример  | Помоћник Главног Тренера          |
| Ињаки Кану    | Тренер Голмана                    |
| Лук Стопфорт  | Шеф одељења за анализу            |
| Крис Хаслам   | Шеф спортског рада                |
| Ларс Фрис     | Лични Тренер За Развој            |
| Кевин О'Конер | Б Тренер Тима                     |
| Алан Стил     | Б Тренер/Официр Плејер Благостања |
| Јани Вијандер | Б Тренер Голмана Тима             |

| Улога           |                     |
| --------------- | ------------------- |
| Метју Бенхам    | Власник             |
| Клиф Краун      | Председник          |
| Доналд Кер      | Заменик Председника |
| Расмус Анкерсен | Ко-директор фудбал  |
| Фил Гајлс       | Ко-директор фудбал  |
| Роберт Пауер    | Технички Директор   |
| Моник Чудхури   | Директор            |
| Дејвид Мерит    | Директор            |
| Мајк Власти     | Директор            |
| Нити Раж        | Директор            |

## Надимак
Надимак Брентфорд-то "пчеле". Надимак је био ненамерно настале студентима Боро-Роад колеџа, који су присуствовали мечу и повикао колеџа узвикујући "встряхнись БС", у прилог њихових пријатеља, а затим-Брентфорд играча Џо Gettins.

## Боје тима и икона
Доминантан кућу цвећа Брентфорд представљају црвене и беле пругасте кошуље, црне панталоне и црвене или црне чарапе. они су били у клубу преовлађују куће боје са 1925-26 сезоне, бар једну сезону – 1960-61 – када је жута (златна) и плави се користе, али безуспешно. Боје на улазу у фудбалској лиги, у 1920-21, били су беле кошуље, тегет шорц и чарапе војно-поморске флоте. комплети промениле године, са цвећем, да је углавном у браон кошуљи са наранџастим раменима и белом ивицом, браон панталоне и чарапе са наранџастим и бела финишу. Брентфорд имао неколико икона на дресовима, јер она је формирана у 1889.године. Први, у 1893. године, био је бели штит са 'БФК' у плаву боју и таласаста линија у плаво, која се верује да представљају реке и веслања клуб који су основали фудбалски клуб. Следећи познати знак, округа Миддлсекс оружја, био је на мајицама, поклоњен присталица клуба у 1909.године. У Брентфорд и Чизвик руке, као знак, је коришћен само на једну сезону, 1938-39. Следећи икона не до 1971-72 , када је штит, формирана у квадрате, који су били у кошници и пчеле у једном, 3 seaxes у други, а друге две са црвеним и белим пругама. У 1972. години клуб је организовао конкурс за најбољи пројекат новог грба, која је освојила дизајн Господин БГ Спенсер, круг са пчела и траке са основан 1888. То је установљена 1973. године и коришћен је до маја 1975. године, када је био доведен до информација клубова, кроз Грахам Хэйнса да је клуб је основан 1889. године, а не у 1888. На тај начин, нови грб, по општем мишљењу, дизајниран Ден Тана – клубови председник у то време био уписан у 1975-76 сезоне и трајао је до 1994. године, када је струја је покренут оклоп. У 2011. години Расел Грант је тврдио да организују прескакање у интервјуу за ББЦ изјавио међутим, он је заправо био развијен у 1993. години, у року од две претплате на заговорник Андрија Хенинг, на захтев Кит Лоринг главног менаџера. У 2017. години, клуб переоформил свој крст на више модеран, концизан, дизајн са флексибилношћу за употребу у две боје колор штампе. Дизајн двоструки круг са име клуба и Година оснивања беле боје на црвеној позадини и велики централни пчеле.

## Разлика

### Шампиона и промоције
- Друга дивизија / прва дивизија / примат (Ниво 2)[8]
  - Шампиона (1): 1934-35
- Трећа дивизија / друга дивизија / Лига (Ниво 3)
  - Шампиона (2): 1932-33 (Југ), 1991-92
  - Финалиста (4): 1929-30, 1957-58, 1994-95,[а] 2013-14
- Четврти одељење / трећа дивизија / Лига два (Ниво 4)
  - Победници (3): 1962-63, 1998-99, 2008-09
  - Треће место промоција (1): 1971-72
  - Четврто место промоција (1): 1977-78

- Јужна Лига Друга Дивизија: 1
  - 1900-01

- Лондонски Лига Прва Дивизија: 1[9]
  - Друго место: 1897-98[б]
- Лондонски Лига Друга Дивизија: 1
  - Друго место: 1896-97

- Западном Лондону Савеза: 1
  - 1892-93[в]

### Победници Купа
- Мидлсекс Млађи Куп: 1[10]
  - 1893-94
- Западни Мидлсекс Куп: 1[11]
  - 1894-95
- Лондон Виши Куп: 1[12]
  - 1897-98
- Миддлсекс Виши Куп: 1[12]
  - 1897-98
- Јужни Стручног Добротворни Куп: 1[13]
  - 1908-09
- Еалинг Болница Куп: 1[14]
  - 1910-11
- Лондон Куп Изазивача: 3[15]
  - 1934-35, 1964-65, 1966-67

### Награде за војне времена
- Лондон Комбинације: 1[16]
  - 1918-19

- Лондон Војни Куп: 1[15]
  - 1941-42

## Најбоље наступе

### Лига
- Прва дивизија / Премиер Леагуе (ниво 1)
  - 5. - 1935-36
- Западне Лиге
  - 2. – 1904-05
- Јужна Лига Прва Дивизија
  - 9. - 1905-06

### Купови
- Фа Куп
  - Шести Круг/Четвртфиналу – 1937-38, 1945-46, 1948-49, 1988-89
- Фудбал Лига Куп
  - Четврти Круг – 1982-83, 2010-11
- Трофеј Лиге Фудбалског
  - Финалисти – 1984-85, 2000-01, 2010-11
- Царство Изложба Трофеј[17]
  - Први Круг – 1938
- Јужни Стручног Осветљеним Куп[13]
  - Полуфинале – 1955-56, 1956-57
- Први Куп Савеза[18]
  - Први Круг – 1988

## Награде
- Фудбалске Награде Лиге
  - Заједница Клуб. године (2): 2005-06, 2013-14[19]
  - Лига Два клуба у години (1): 2008-09
  - Најбољи Клуб Спонзорство (1): 2006-07
  - Породичне Савршенства Награда (8): 2007-08, 2009-10, 2010-11, 2011-12, 2012-13, 2013-14, 2014-15, 2015-16[20][21]
- Стадион Пословни Награда
  - Спонзорство, продаја и маркетинг (1): 2013[22]
- У вршењу активности руководиоци Удружења лиге у недељу
  - 3-0 против Вест Бромвич Албиона, Фудбал лига Куп, први круг, реванш, 18. августа 1998. године[23]
  - 4-0 против "Вулверхемптон Вондерерс", Првенство, 29. новембра 2014. г.[24]
- Литлвуд Гигант Убица Награду
  - 2-1 против "Норвич Сити", фа Куп , трећи круг, 6. јануара 1996. године[25]

## Ривалство
Брентфорд главни ривали Фулам и Квинс Парк Ренџерс. Брентфорд има дугогодишње ривалство са "Фулaмом". У прошлости је овај меч био у сенци насиља гомиле. Брентфорд ривалство са "Квинс Парк Ренџерс" интензивирана у 1967. године, када је "Ренџерс" успели у покушају освајања Брентфорд, покрет који, ако би то успело, било би јасно Ренџерс се пресели у Грифин парку и Брентфорд изаћи из фудбалске Лиге. као и у случају са "Фулaмом" ривалство, овај уређај не види страсти загрева међу обе групе симпатизера са локалним понос је у питању.

## Међународни односи
У фебруару 2013. године је објављено да Брентфорд ступио у партнерство са исландски 1. deildбыл Карла клуба УМФ Селфосс, омогућавајући Брентфорд послати млади и развој тима играча у Исланду , да стекну искуство. Партнерство, такође, види два клуба деле тренерских филозофије и омогућава вам да Брентфорд користити разведовательные мреже УМФ Селфосс'. У мају 2013. године, Брентфорд запослени поставили вези са угандийскими ниже лиге Клуба Гулу организације у оквиру "јединствене организације" пројекат, чији је циљ формирање региона први омладински камп и идентификовање талентованих играча. Брентфорд власник Матеј Бенхам постао мајоритетни акционар у дански клуб Митьюлланд у 2014. години, и особље оба клубова разменили идеје.

### Повезана клубови
- Мидтјиланд[32]
- УМФ Селфос[33]
- Гулу Организације[34][35][36]

## Познати
Глумац и комичар, Бредли Волш је био професионалац у клубу у касним 1970-их, али никада није направио првог тима.

## Занимљивост
Брентфорд се септембра 2020. године преселио на нови стадион, а и једна занимљива традиција са њим. На старом Грифин парку, на сваком углу стадиона постојао је паб, главна локација скупљања, дружења и „загревања” енглеских навијача уочи утакмица. Овај необичан детаљ пренет је и на нови Брентфордов стадион, као једна од особености овог малог клуба са периферије Лондона.